# Poisson-papillon de l'Atlantique
Chaetodon sedentarius
Espèce
Statut de conservation UICN

 LC  : Préoccupation mineure
Poisson-papillon de l'Atlantique (Chaetodon sedentarius) est une espèce de poissons de la famille des Chaetodontidae.

## Morphologie
Longueur maximale du mâle : 15 cm

## Répartition
Ce poisson est présent dans l'Atlantique nord, de la Caroline du Nord au nord de l'Amérique du Sud, y compris la partie orientale du Golfe du Mexique et la mer des Caraïbes.

## Philatélie
Ce poisson figure sur une émission de Cuba de 1974 (valeur faciale : 2 c.).